# CISV International
 (novembre 2014).
Créée par Doris Twitchell Allen en 1950, le CISV International (Children's International Summer Villages) est une ONG partenaire officielle de l'UNESCO, laïque et apolitique, présente dans plus de 60 pays. Le CISV s'adresse aux jeunes dès l'âge de 11 ans et vise à éduquer et inspirer des actions pour un monde pacifique et plus juste à travers des programmes multiculturels d’éducation à la paix, au développement durable et à la résolution de conflits.  Cette association fonctionne exclusivement grâce à ses bénévoles.   
L’organisation met en place chaque année des programmes éducatifs internationaux qui réunissent des participants des États membres. Les villages proprement dits permettent à des enfants de vivre ensemble un mois durant.  La découverte des autres est telle que cette expérience laisse souvent une trace indélébile et peut changer la trajectoire d’une vie.
Outre les Villages se sont développés, au fil des ans, de nombreux autres programmes pour jeunes et adultes.

## Histoire

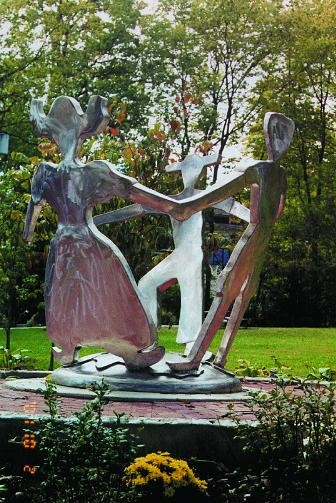
Sculpture inaugurée à Cincinnati, 50 ans le premier camp

Le CISV fut imaginé après la Seconde Guerre mondiale en 1946 par Doris Allen, une psychologue américaine. En tant que spécialiste du développement et de la croissance, la Dr Allen, ne voulait pas que le programme d’éducation à la paix se focalise sur les jeunes adultes. Elle pensait que l’enfant était la source de la paix. De cette conviction lui vint l'idée de rassembler des enfants du monde entier pour découvrir et respecter leurs valeurs communes et leurs différences. En 1951, son projet se réalisa lorsque les délégués de huit pays se rencontrèrent à Cincinnati aux États-Unis pour le premier Village. Durant les décennies suivantes, l’organisation n’a eu de cesse de croître en nombre de pays et d'activités. En 1979, Doris Allen fut nommée pour le Prix Nobel de la paix ; l’élue de cette année-là fut Mère Teresa.
Plus de 50 ans après le premier village, ce programme reste le plus important des programmes éducatifs internationaux du CISV. Aujourd’hui le CISV est actif dans plus de 60 pays et, depuis 1951, plus de 222 300 enfants ont participé à plus de 5 850 activités internationales.

## Programmes
Les CISV organisent des programmes pour enfants, jeunes et adultes au niveau local, national et international. Parmi les programmes : 

### Le Village
Les délégations (groupes de personnes d'un même pays), au nombre de dix à douze, sont formées de deux filles et deux garçons de 11 ans, accompagnés d’un adulte (leader) et, parfois aussi, d’un junior de 16-17 ans (JC). L’équipe du pays qui reçoit (staff, dont quelques fois un staff international) prend en charge l’organisation pendant les quatre semaines du programme, depuis la réception des délégations jusqu’aux activités internes au camp (jeux, sports, soirées nationales, hymne du CISV chanté en commun) et externes (une ou deux excursions, week-end de quelques enfants au sein d’une famille du pays d’accueil, journée portes ouvertes).
Les activités sont surtout planifiées par les leaders avec l'aide des JC et du staff ; leur but est de visualiser des problèmes et d'autres occasions de conflits aux enfants.

### Le Step Up (Summer Camp avant 2012)
Pour les 14-15 ans, le Step Up, dure trois semaines. Il a pour but d'encourager les jeunes à diriger et organiser des activités. Il y a neuf délégations de 2 garçons et 2 filles avec un leader par délégation. Le but des activités planifiées en "planning groups" (composé de quelques enfants et d'un leader) est d'engager des discussions dans les sessions de bilan ("débriefing").
Le changement de nom en 2012 de "Summer Camp" à "Step Up" avait comme but de montrer que le programme était plus qu'un simple camp d'été mais un programme durant lequel les jeunes pouvaient évoluer : to Step Up :  franchir une étape.

### Le Youth Meeting
Pour les 12-13, 14-15, 16-18 et au-delà de 19 ans, le Youth Meeting dure entre 8 et 15 jours, à Pâques, en fin d’année ou en été. Selon l’âge des participants, l’accent est mis davantage sur les jeux ou les discussions autour d’un thème. Pour les Youth Meeting de 12-13 et 14-15 ans, le camp est composé de 5 délégations de 3 garçons et 3 filles et d'un leader. Au-delà de 16 ans, les participants ne viennent plus en délégation, mais en individuel. La grande majorité des Youth Meeting se déroulent en Europe.

### Le Seminar Camp
Pour les 17-18 ans le Seminar Camp rassemble 24 ou 30 participants, avec moins de 4 participants d'un même pays. L’accent est surtout mis sur les différences culturelles et nationales.

### Les Interchanges
Pour les 12-15 ans l'interchange est un programme d’échange entre deux nations basé sur l'implication des familles. Au premier plan se trouve la découverte intensive d’une autre culture au sein de cette famille. Y répond la même année ou l’année suivante l’échange inverse. Ce programme est supprimé dans les années 2020, à la suite d'un rapport du cabinet PWC. 

### International People's Project
Pour les  adultes (19 ans et plus). Le CISV coopère avec une organisation partenaire. Selon le partenaire, divers thèmes se présentent (environnement, histoire, réfugiés, etc.) ; les participants interagissent avec l’organisation choisie, mais discutent aussi en groupes.

### Autre
En dehors des activités internationales existent aussi aux niveaux local ou national :
- Mosaic (sans limite d’âge) : c’est un programme CISV en partenariat avec d’autres organisations, dans un but éducatif pacifique (CISV Educational Circle) et de prise d’initiative. Le but et la durée sont variables, autour des trois phases : Découverte, Compréhension et Action ;
- le National Youth Meeting ou National Camp est présent dans différents pays. Il s'organise comme d'autres camps, mais les délégations proviennent des différentes associations locales du CISV d'un même pays ;
- les activités de la Branche Junior (voir le paragraphe Junior Branch)

## Le CISV aujourd'hui
Actuellement le CISV est présent dans 70 pays. Il coopère avec diverses organisations, comme l’UNICEF. CISV International joue aussi un rôle de conseil au sein du Conseil de l'Europe et entretient des relations avec l’UNESCO.
| Programme                            | Date de création | Nombre de programmes | Nombre de participants | Nombre de participants/an |
| ------------------------------------ | ---------------- | -------------------- | ---------------------- | ------------------------- |
| Village                              | 1951             | 1 786                | 105 141                | 1878                      |
| Interchange                          | 1962             | 2 631                | 55 836                 | 1241                      |
| Step up/Summer Camp                  | 1991             | 277                  | 13 239                 | 827                       |
| Youth Meeting                        | 1991             | 275                  | 8 414                  | 526                       |
| Seminar Camp                         | 1959             | 430                  | 12 639                 | 263                       |
| International's People Project (IPP) | 2000             | 22                   | 520                    | 74                        |
| Mosaic                               | 2005             | 43                   | 2 721                  | 1361                      |

- Le programme qui a eu lieu le plus de fois est l'Interchange, mais celui auquel le plus de personnes ont participé est le Village (entre 14 et 28 participants pour l'Interchange, contre 70 pour le Village).

- Le programme le plus ancien est le Village et le plus récent est le Mosaic.
- Le nombre de participants par an est aussi à prendre précautionneusement : il y avait un seul village en 1951 contre 56 en 2007.

Les 9 pays les plus actifs en 2009 sont:
- États-Unis
- Suède
- Italie
- Norvège
- Brésil
- Canada
- France
- Allemagne
- Danemark

## Junior branch (JB)
En France, elle est appelée Branche Junior (BJ). Elle a pour but de donner la chance aux jeunes d'acquérir des compétences en organisant et en prenant part à des activités sociales ou éducatives au niveau local ou national, tels que des mini-camps d'un week-end ou des actions en en partenariat avec une autre association. Elle prend aussi part à l'administration des comités locaux. 
Voilà une liste d’évènements organisés par la Branche Junior: 
- L'International Junior Branch Conference (IJBC) au niveau international.

- L'American Junior Branch Meeting (AJBM), la réunion annuelle des Juniors américains.

- L'European Junior Branch Meeting (EJBM), en Europe.

- La Junior ASia-PAcific Regional Conference (JASPARC), pour la région Asie-Pacifique.
- Une National Junior Branch Meeting (NJBM) par pays. Elle se nomme Réunion Nationale des Juniors (RNJ) en France.

- L'Andinos: Colombie, Équateur, Pérou, Panama.

- CAM (Central American Meeting) : Amérique centrale (Costa Rica, Salvador, Guatemala, Honduras, Mexique).

- CanExUs : Canada, Mexique et États-Unis

- Whip It ( pour « Workshops Happening In the Philippines and Indonesia, Thanks! »[7]) en Indonésie et aux Philippines
- Le TEA Workshop ("Teamwork of East Asia") organisé par la Chine, le Japon et la Mongolie
- L'ANZAC ("Australia New Zealand Acting Collaboratively") pour l'Australie et la Novelle Zélande.
- Le Wild West Weekend (WWW), en Europe de l'Ouest.
- Med Night en Europe du Sud, au Moyen-Orient et en Afrique.
- Go East En Europe centrale et de l'Est.
- Le Northern lights en Europe du Nord.
- L'Iberico organisé par l'Espagne et le Portugal.
- Le BeNeLux organisé par la Belgique, les Pays-Bas et le Luxembourg.
- La NaJuWo (de l'allemand "Nationales Junioren Wochenende") à Hambourg, dans la maison du CISV Hambourg.
- Le "Baguette Raclette"organisé par la Suisse et la France, dans le but de réunir les CISVers francophones

## CISV France
Le CISV France existe depuis 1951. Il est composé de 7 ou 8 comités selon les sources,:
- Alsace / Strasbourg
- Auvergne / Clermont-Ferrand
- Isère / Grenoble
- Île-de-France / Paris
- Nord / Lille
- Ouest / Nantes
- Provence / Marseille
- Rhône / Lyon
- Savoie / Chambéry
- (DOMTOM)

NB: Le sigle CISV se rencontre parfois en France sous son équivalent VIE (Villages Internationaux d'Enfants).

## CISV Belgique
Le CISV en Belgique existe depuis 1952. Il est composé de 3 entités (qui n'existent que pour des raisons de financement) :
- CISV Belgium : association nationale
- CISV België : association principalement néerlandophone
- CISV Belgique : association principalement francophone

Ces trois entités sont soutenues par 6 équipes bilingues (Communication, Finance; Fundraising, IT et Program) et le tout est réuni au sein d'un organe : le "National Board". 

## Partenaires
CISV International est partenaire de l'UNESCO, et candidat membre de l'European Youth Forum. Il siège aussi au Conseil de l'Europe. Chaque année au 21 septembre, le CISV participe à la journée internationale de la paix . Les universités partenaires sont le Birbeck College de Londres, l'université de Newcastle, l'université de Modène, l'université de l'Ohio et l'université de Cincinnati.

## Prix et récompenses
- Citoyenneté de l'Union européenne 2013

## Galerie

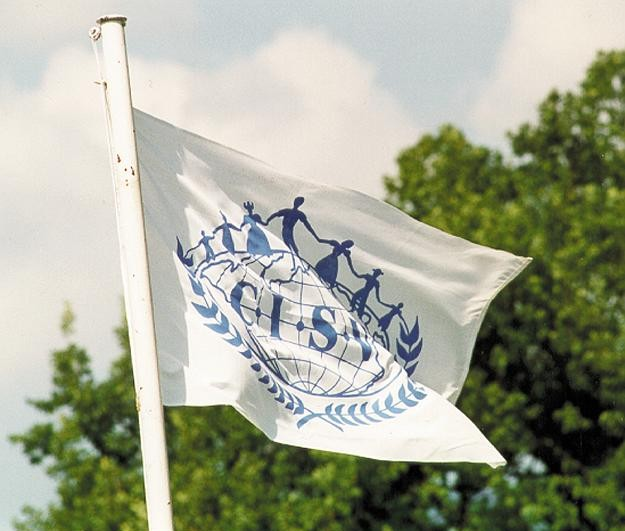
Ancien drapeau du CISV
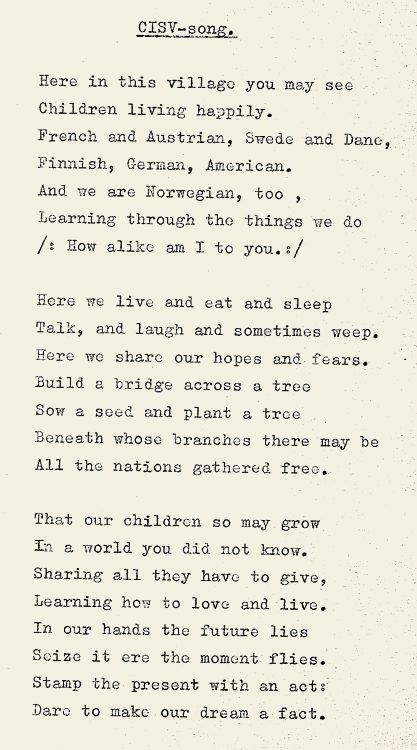
CISV Song
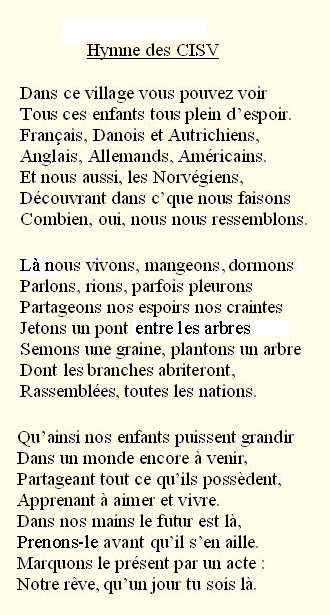
Hymne du CISV (traduction)
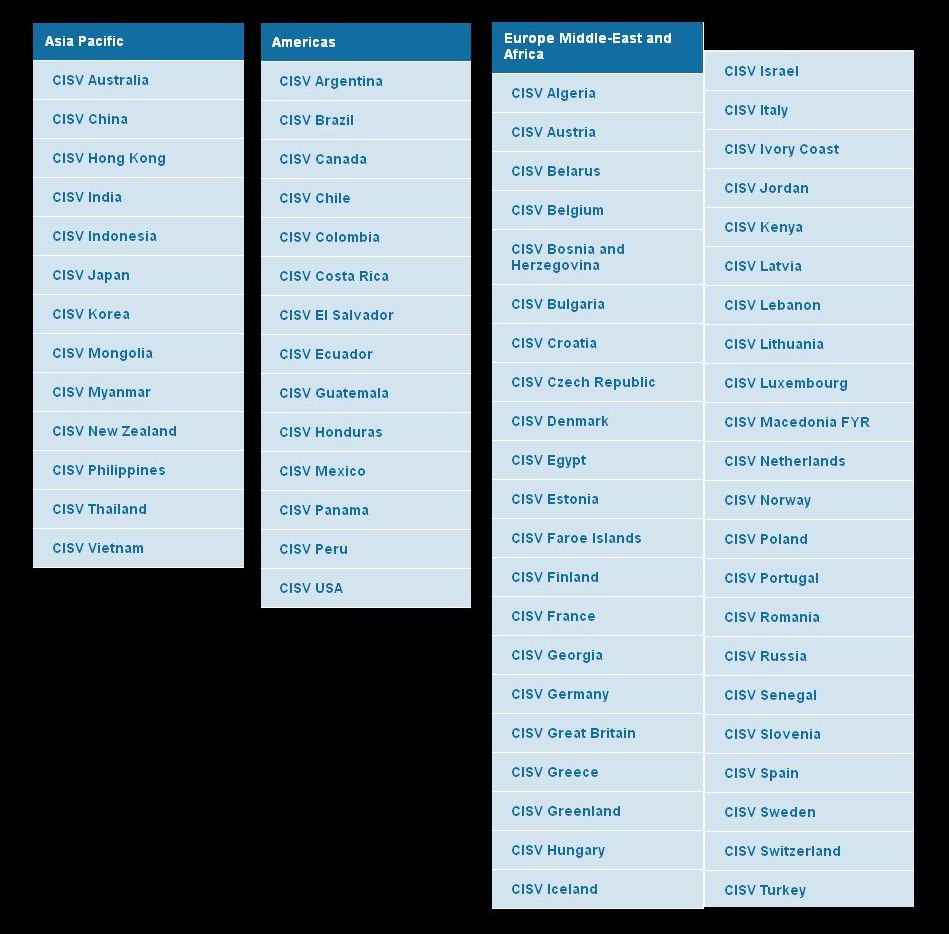
70 pays membres
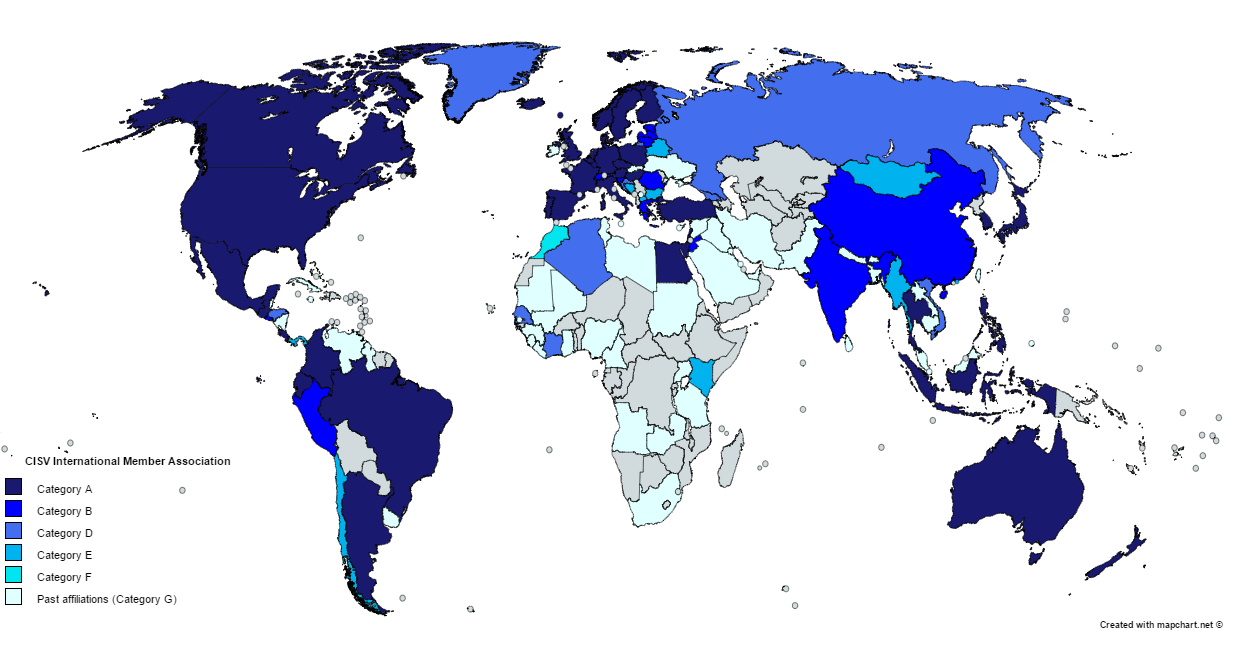
Carte des pays membres : plus la couleur est foncée, plus l'association est développée
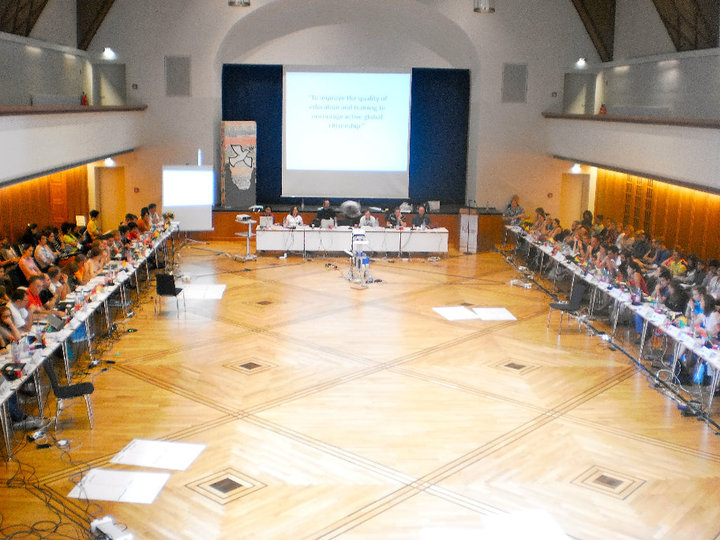
session 2010 de l'équipe dirigeante
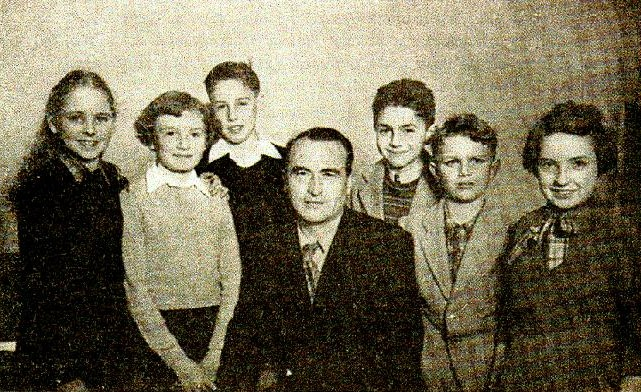
Premier Village 1951, délégué Michel Boutron (Savoie)
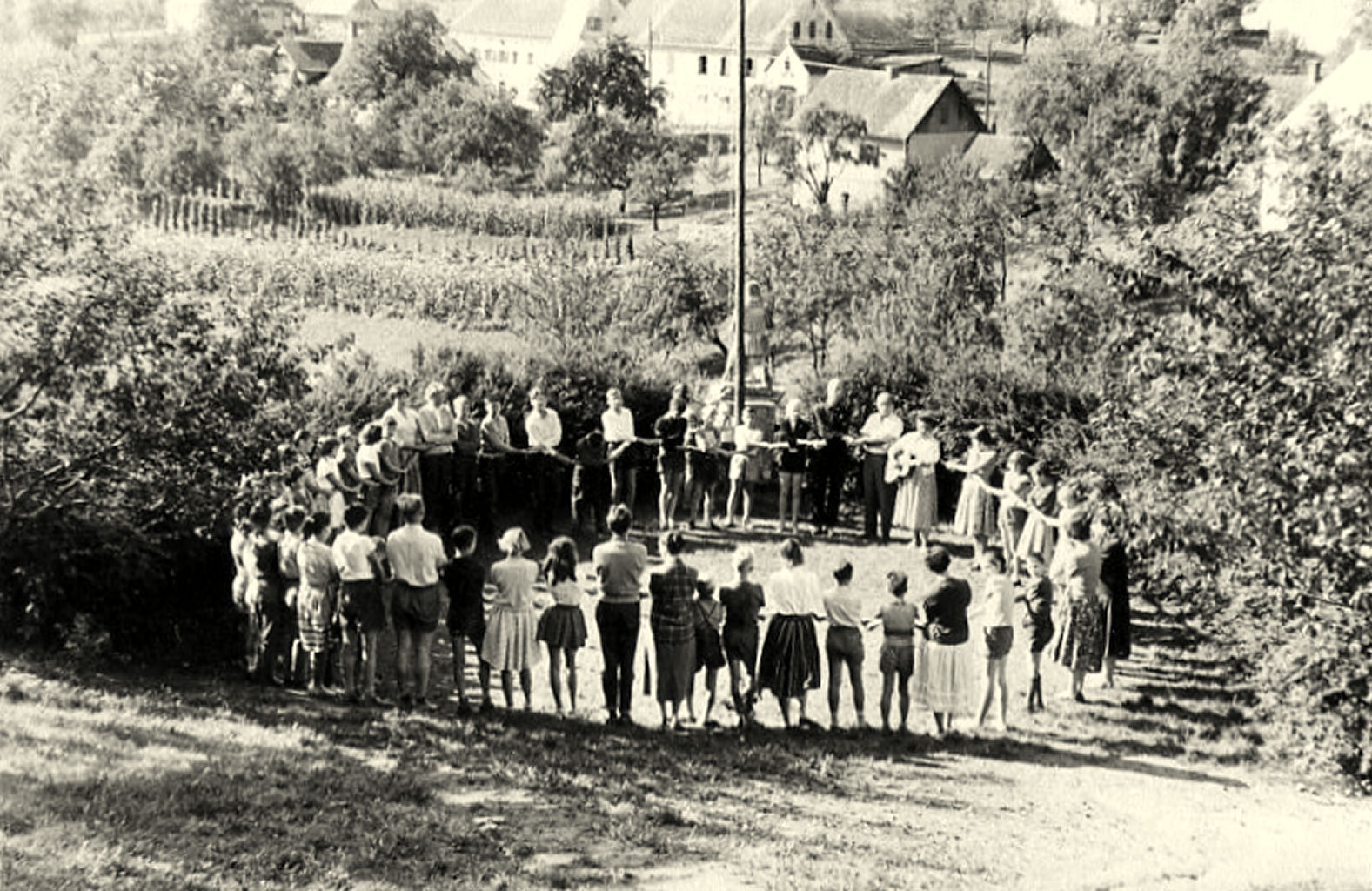
CISV Autriche 1958
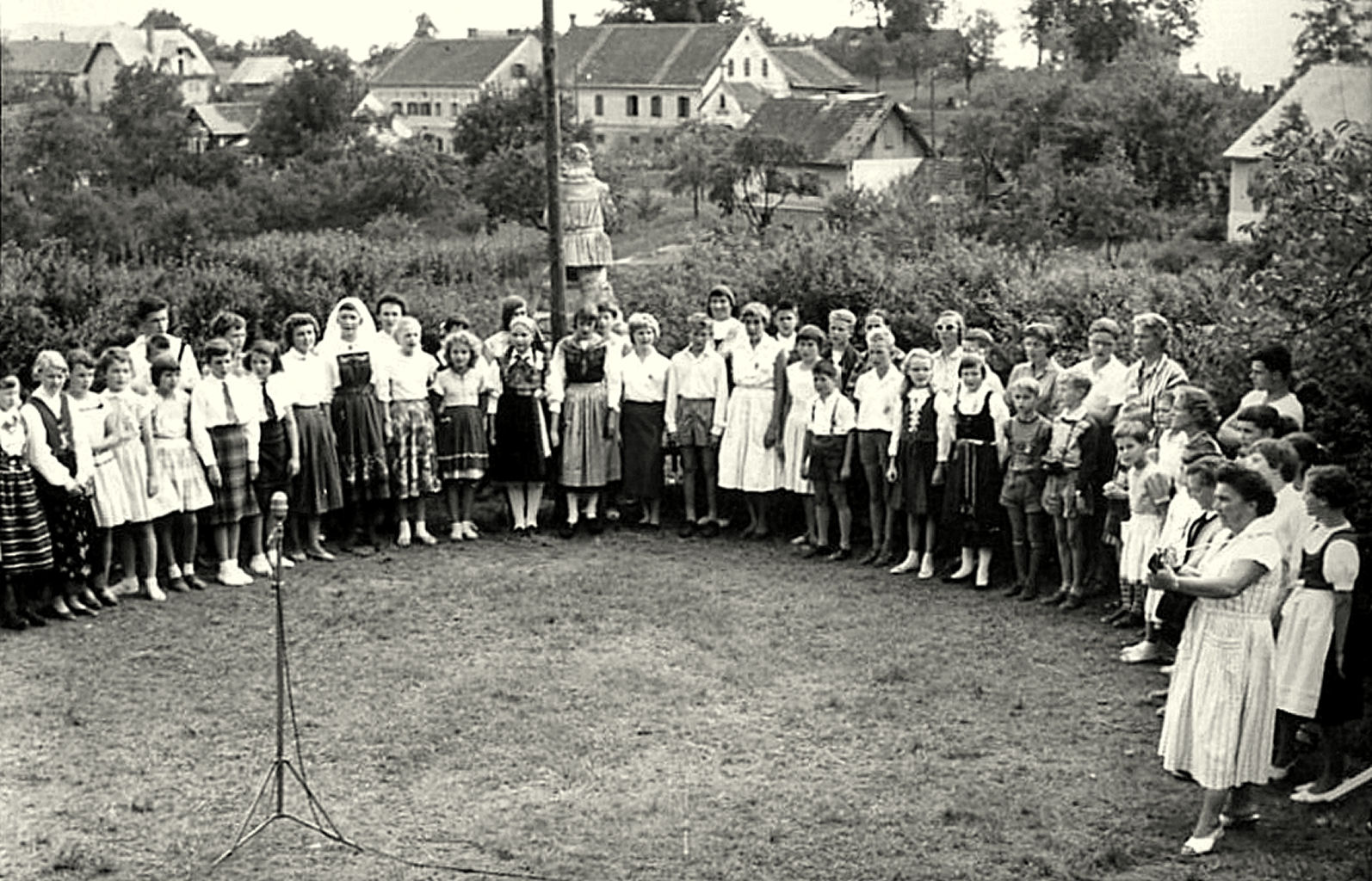
CISV Autriche 1958
Junior Branch